# ルイ・グラス
ルイ（ルイス）・グラス（Louis Glass, 1864年5月23日 - 1936年1月22日）は、デンマークの作曲家である。

## 経歴
コペンハーゲン生まれ。ニールセンとは同世代で、同じくゲーゼの弟子であった。しかし、グラスは留学先のブリュッセル音楽院でフランクとブルックナーの音楽に夢中になり、彼の創作はこの両者から様式的に影響を受けた。
片腕の麻痺によって舞台から引退するまでの何年かの間、彼はデンマークの主要なコンサートピアニストの一人であった。演奏活動からの引退後は主に作曲活動に専念し、多くのジャンルに作品を書き、弦楽四重奏曲、弦楽六重奏曲、ピアノ三重奏曲、ピアノ四重奏曲、各楽器の為の独奏ソナタを含む幾つかの優れた室内楽曲や、六曲の交響曲を残している。

## 作品

### 交響曲
- 交響曲 第1番 ホ長調 作品17 （1894）
- 交響曲 第2番 ハ短調 作品28 （1899）音源
- 交響曲 第3番 ニ長調 作品30 「森の交響曲」（1901）音源
- 交響曲 第4番 ホ短調 作品43 （1910）音源
- 交響曲 第5番 ハ長調 作品57 「卍交響曲」（1919）音源
- 交響曲 第6番 作品60 "Skjoldungeæt"（1926）音源

### 弦楽四重奏曲
- 弦楽四重奏曲 作品10
- 弦楽四重奏曲 変ホ長調 作品18 （1896）
- 弦楽四重奏曲 第1番 作品23-1
- 弦楽四重奏曲 第2番 イ短調 作品23-2 （1896、1929改訂）音源
- 弦楽四重奏曲 第4番 嬰ヘ短調 作品36 （1907）音源
- 弦楽四重奏曲 ヘ長調
- 弦楽四重奏曲 変ホ長調

### その他の室内楽曲
- 弦楽六重奏曲 ト長調 作品14 （1892）音源
- ピアノ五重奏曲 ハ長調 作品22 音源
- ピアノ三重奏曲 作品19 （1893）
- ギター三重奏曲 作品76 （1934）
- チェロ・ソナタ ヘ長調 作品5
- ヴァイオリン・ソナタ 変ホ長調 作品7
- ヴァイオリン・ソナタ ハ長調 作品29